# Privates Gymnasium Marienstatt
Das Private Gymnasium Marienstatt ist ein 1910 gegründetes Gymnasium in Streithausen im rheinland-pfälzischen Westerwaldkreis, das sich in Trägerschaft der Zisterzienser der Abtei Marienstatt befindet. Die Schule ist eine sog. Ersatzschule, also eine vom Land anerkannte Privatschule. Deshalb wird auch kein Schulgeld erhoben.

## Die Schule heute

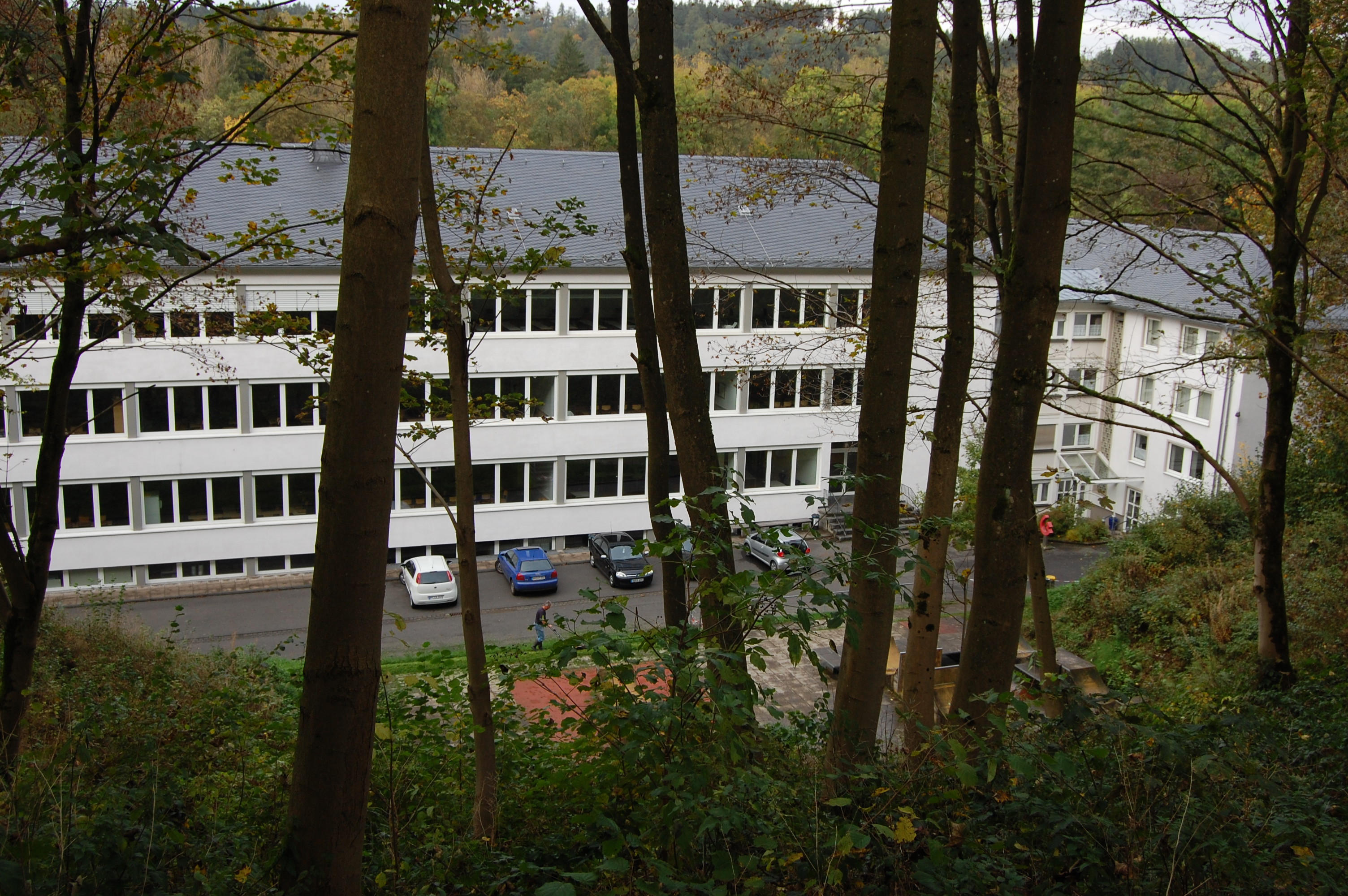
Das B-Gebäude vom Parkplatz aus gesehen.

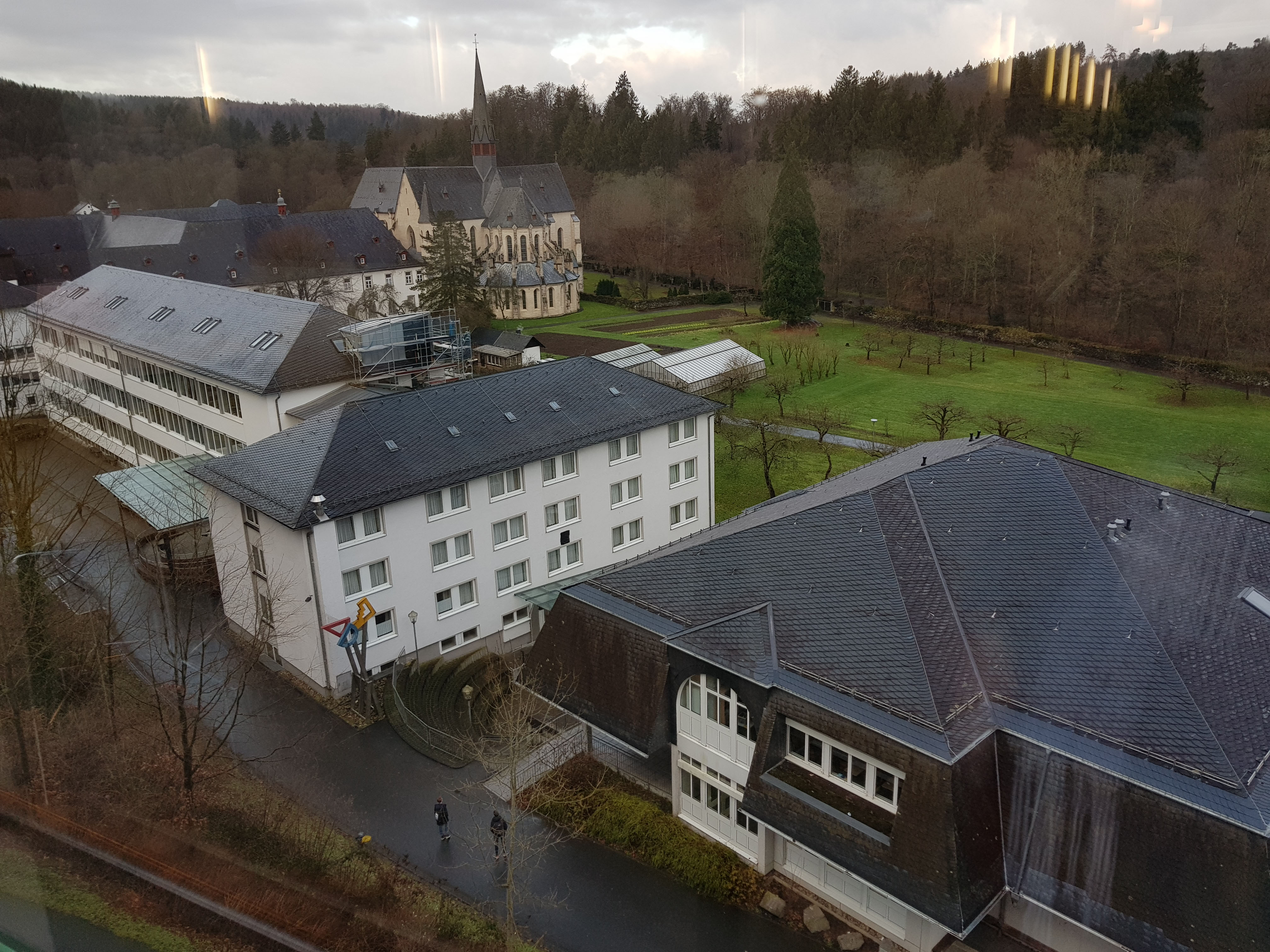
Das Marienstatter Klostertal vom Neubau (D-Trakt) des Gymnasiums, rechts der C-Trakt, daneben das Gästehaus der Klosters, links der B-Trakt, im Hintergrund Klostergebäude und Basilika

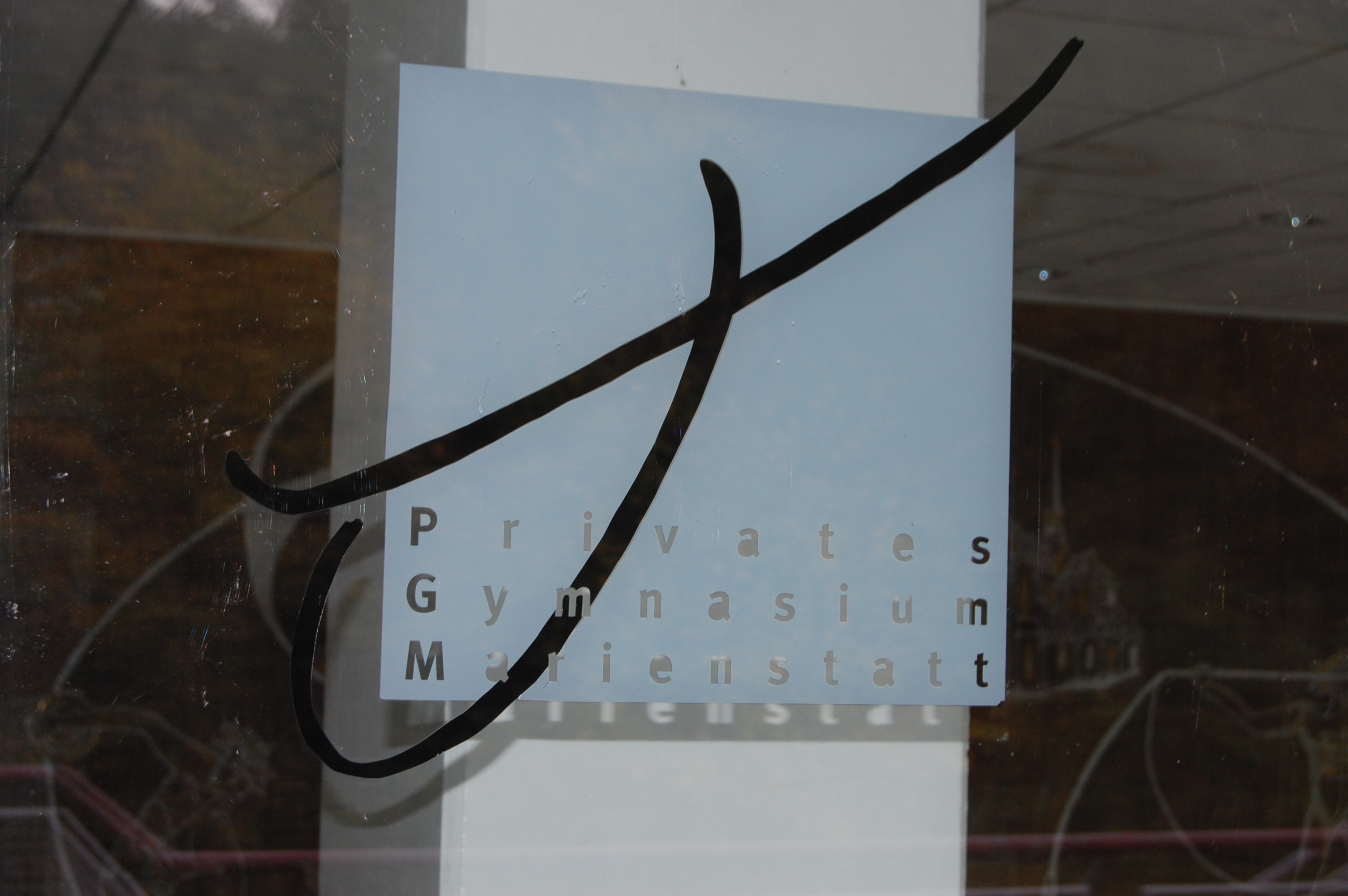
Das Logo der Schule an einer der Schultüren.

Die Schule befindet sich im Westerwald, etwa fünf Kilometer von der nächstgelegenen Stadt, Hachenburg, entfernt. Da die Schule zur Abtei Marienstatt gehört, liegt sie nach der typischen Tallage solcher Klöster in dem von Wald umgebenen Tal der Nister am Eingang zur Kroppacher Schweiz, einem Natur- und Landschaftsschutzgebiet. Durch diese siedlungsferne Lage sind alle Schüler von vornherein Fahrschüler, wenn sie nicht längere Fuß- oder Radwege auf sich nehmen.
Die Schule liegt südöstlich der Abtei Marienstatt und ist von der Hauptpforte des Klosters aus, über einen Fußweg von einem an der K 21 liegenden Parkplatz oder durch das Treppenhaus des neuen Mensa-Gebäudes aus zu erreichen. Eine 1990 gebaute Sporthalle liegt etwa 500 m südwestlich des Klosters.
Der 2013 eröffnete Neubau wurde 30 Meter oberhalb des Tales an einen Hang gebaut. Damit ist die Schule auch über eine Abzweigung von der Bundesstraße 414 erschlossen.
In der Orientierungsstufe und der Sekundarstufe 1 ist die Schule dreizügig. Aus Kapazitätsgründen kann die Schule, die aus Denkmalschutzgründen nicht beliebig expandieren kann, nicht wesentlich mehr Schüler aufnehmen. Konfessionell ist die Schülerschaft in etwa ausgewogen, der Anteil der katholischen, evangelischen oder nicht konfessionell Schüler schwankt jedoch. Obwohl die Schule ursprünglich ein reines Jungeninternat war und erst seit 1967 Mädchen aufnimmt, ist das Verhältnis von Jungen und Mädchen heute ebenfalls ausgewogen. Die Schüler kommen aus fast allen umliegenden Orten bis hin zu den ferneren Städten Altenkirchen, Bad Marienberg und Westerburg.
Das PGM befindet sich in der privaten Trägerschaft des im Kloster lebenden Zisterzienserordens. Daher gehören zum Lehrerkollegium immer Ordensangehörige, im Schuljahr 2020/2021 sind es zwei. Es gilt das rheinland-pfälzische Privatschulgesetz, nach dem diese kirchliche Privatschule einer staatlichen Schule gleichwertig ist, aber ihr – christliches – Profil bestimmen kann. Dies geschieht etwa durch den für alle Schüler obligatorischen Religionsunterricht und einer Reihe von außerunterrichtlichen Angeboten (Kirchenjahresgottesdienste, Wallfahrt, Jugendkreuzweg, „Tage der Orientierung“, Taizé-Fahrt, Schulseelsorge etc.). Bis 2006 war der Schulleiter stets ein Pater des Klosters, seit 2006 leitete (kommissarisch und seit 2008 regulär) mit Klemens Schlimm erstmals ein weltlicher Pädagoge das Gymnasium Marienstatt. Mit Andreas Wiemann-Stuckenhoff (seit 1. April 2016) hat die Schule derzeit wiederum einen weltlichen Schulleiter. Ihm zur Seite stehen der erste stellvertretende Schulleiter (Stephan von den Benken) und der zweite Stellvertreter (Wilfried Marenbach).
Religion, Latein und Griechisch haben, gemäß dem Bildungsprofil eines christlichen Humanismus, einen hohen Stellenwert. Jeder Schüler nimmt verpflichtend am Religions-, wie am Lateinunterricht (entweder als erste, zweite oder dritte Fremdsprache) teil. Latein verpflichtend ab der MSS 10 hat auch die Gruppe der in dieser Jahrgangsstufe neu das Gymnasium besuchenden ehemaligen Realschüler, wenn sie keine zweite Fremdsprache mitbringen. Altgriechisch kann jeder in der 8. Klasse als dritte Fremdsprache anstelle von Französisch wählen. Es werden Latein-, Altgriechisch- und Religionsleistungskurse angeboten.
Außer einem breiten Angebot an Studien- und Klassenfahrten gibt es an der Schule Austauschprogramme mit Belgien (Zevenkerken), Irland (Roscrea), Russland (St. Petersburg) und Ungarn (Pécs).
Neben den Sprachen erfreuen sich auch die naturwissenschaftlichen Fächer einer besonderen Wertschätzung, zumal im naturwissenschaftlichen Trakt eine entsprechende Ausstattung bereitsteht, die ein Technischer Assistent betreut. Und nicht zuletzt die musischen Fächer Musik und Bildende Kunst erfreuen sich großer Beliebtheit.
Das Angebot an Arbeitsgemeinschaften ist vielfältig, im Schuljahr 2020/2021 wurden 32 AGs angeboten. Unter anderem besteht ein Schulchöre. Der Mittel- und Oberstufenchor war unter Norbert Buhrmann wiederholt Landessieger von Rheinland-Pfalz. Außerdem gibt es eine Big Band und eine Band. Viele Arbeitsgemeinschaften ermöglichen den Schülern, sich nach einem langen Schultag zu bewegen – entweder in diversen Sportangeboten (Jungen- und Mädchenfußball, Tischtennis, Badminton, Duathlon, Bewegung) oder in Outdoor-Angeboten (Abenteuer, Geocaching). Die Tischtennismannschaften sind mehrfacher rheinland-pfälzischer Schulmeister und haben das Bundesland erfolgreich bei den Bundesfinalespielen in Berlin vertreten.
In vielen AGs steht die Umwelt im Mittelpunkt: „Natur und Umwelt“, Geocaching und ganz in benediktinischer Tradition gibt es eine Imker-AG.
Seit 2003 hat die Schule ein eigenes Logo: „zwei schwungvolle Striche auf einem grauen Quadrat“, entworfen von der Kunsterzieherin und Grafikerin Karin Anne Beckers und der ehemaligen Marienstatter Abiturientin Melanie Hahmann. Die Abstraktion der Form lässt viele Deutungen zu, auch den Bezug auf den Schulalltag in Marienstatt, den „Lerngegenstand“, den Schulort und die „fruchtbaren Verbindungen, um die sich alle an Schule Beteiligten immer wieder bemühen müssen“. Und nicht zuletzt besteht zum Zisterzienserorden als Schulträger ein Deutungsbezug: „Dass das Logo auf das Wesentliche reduziert ist, entspricht dem Geist der Zisterzienser, die die Schule bis heute tragen.“

### Entwicklung zur Schule mit Ganztagsangebot

#### Pilotschule G8GTS
Nach einer Mehrheitsentscheidung aller Schulgremien im Jahr 2007 wurde das Gymnasium Marienstatt eine G8GTS-Schule, d. h. die Gymnasialzeit wurde von neun Jahren (=G9) auf acht Jahre verkürzt (G8) und der nötige Mehrunterricht durch eine offene Ganztagsschule (GTS) kompensiert, die bis in den Nachmittag für alle Schülerinnen und Schüler offen ist. Die ersten Schüler, die nach diesem Ganztagsschulkonzept unterrichtet wurden, waren die fünften Klassen des Schuljahrs 2010/2011. In den Jahrgangsstufen 5 und 6 konnten die Schüler und ihre Eltern zwischen Ganztags- und Halbtagsbetrieb wählen (es gab eine Ganztags- und zwei Halbtagsklassen). Ab der Jahrgangsstufe 7 war für alle drei Klassen Ganztagsunterricht.
Im damaligen Konzept wurden Hausaufgaben faktisch abgeschafft und durch Lernzeitaufgaben ersetzt. Daher liegen in der Unterrichtszeit auch Lernzeiten. Zudem wurde großen Wert auf eine Rhythmisierung gelegt, d. h. Phasen des Arbeitens und Lernens wechseln sich mit Phasen der Entspannung, des Spiels und des Essens ab. Eine Mensa – zunächst in den Räumlichkeiten der Abtei, ab dem Schuljahr 2013/2014 im Mensa-Neubau – ermöglicht die Verpflegung aller Schüler in der Mittagszeit. Im Schuljahr 2017/2018 verließen die letzten G9-Schüler im Frühjahr 2018 die Schule mit ihrem Abitur und der erste G8-Jahrgang hatte im Sommer 2018 Abitur. Neben den Lehrern betreuen zusätzliche Ganztagsmitarbeiter und zwei FSJ-Kräfte die Kinder.
Das Private Gymnasium Marienstatt war eines der wenigen Gymnasien in Rheinland-Pfalz, die G8GTS als Pilotschule eingeführt hat. Damals war der politische Wille, dass alle weiteren Gymnasien in den Folgejahren ebenfalls auf G8 verkürzen.

#### Weiterentwicklung zu einem G9-Gymnasium mit Ganztag in Angebotsform
Im Schuljahr 2018/2019 entschied man sich, wieder von G8 auf G9 zurückzukehren und ein freiwilliges Ganztagsangebot zu konzipieren. Beim Westerwald-Kreis und der ADD wurde deshalb einen Antrag zu einer Weiterentwicklung der Schule hin zu einem „G9-Gymnasium mit Ganztag in Angebotsform“ gestellt. Diesen Antrag genehmigte die ADD Ende Oktober 2019, so dass der Wechsel im Schuljahr 2020/2021 durchgeführt werden konnte.
Vom verpflichtenden Ganztag ab der Jahrgangsstufe 7 ist nun abgerückt worden: Zwei Klassen sind nun wieder Halbtagsklassen mit „additivem Ganztag“, also mit freiwilligen Lern- und AG-Angeboten am Nachmittag – die Eltern können jedes Schuljahr neu entscheiden, ob sie einzelne (oder alle) Tage vom Ganztagsangebot wählen möchten oder nicht. Eine Ganztagsklasse wird aber von der Jahrgangsstufe 5 durchgängig bis zur Jahrgangsstufe 10 angeboten, um den Ganztagsbedarf in der Verbandsgemeinde Hachenburg decken zu können. Für beide Angebotsformen dauert die Orientierungsstufe so wieder vom fünften bis zum sechsten Schuljahr, die Mittelstufe vom siebten bis inklusive zehnten Schuljahr. Auch der Sprachenunterricht veränderte sich mit Beginn des Schuljahres 2020/21: Die Kinder können – wie zuvor – Englisch und Latein sowie wahlweise Französisch oder Griechisch lernen – jetzt jedoch in einem klassenübergreifend Unterricht, so dass es keine Rolle spielt, ob das Kind in einer Ganztags- oder Halbtagsklasse ist.
Die Fünftklässler des Schuljahres 2019/2020 werden also 2027 der letzte G8-Abiturjahrgang sein. 2028 wird es dann aufgrund der Verlängerung der Mittelstufen-Zeit kein Abitur geben, 2029 wird das Abitur dann wieder – wie bei allen G9-Gymnasien in Rheinland-Pfalz – Ende Januar/Anfang Februar (schriftlich) und im März (mündlich) abgelegt werden.

#### Mensa
Die Mensa wurde im neuen „D-Gebäude“ erbaut und ging im Oktober 2013 an den Start. In der Vollküche wird das Essen direkt vor Ort mit saisonalen und regionalen Zutaten zubereitet. Um die Qualität zu sichern, findet eine enge Vernetzung mit der „Vernetzungsstelle Kita- und Schulverpflegung in Rheinland-Pfalz“ statt. Beim „Tag der Schulverpflegung 2015“ erhielt man den ersten Preis in der am höchsten dotierten Kategorie „Schulessen und Qualität“. Bereits 2017 erreichte die Mensa die höchste Stufe des Qualifizierungsprogramms („3. Stern“). Zudem gehörte man zum ausgewählten Teilnehmerkreis des bundesweiten Projekts „KeeKS – Klima- und energieeffiziente Küche in Schulen“.
Das Essen findet klassenweise in Tischgruppen statt, in denen sich die Kinder gegenseitig das Essen reichen und vor dem Essen gemeinsam beten. Ein wöchentlich wechselnder Tischdienst wird in den Klassen eingerichtet. Derzeit finden drei Essensschichten (fünfte, sechste und siebte Stunde) statt.

#### Digitalisierung
Die digitale Bildung wird am PGM seit einigen Jahren deutlich vorangetrieben. Noch vor dem Corona-Lockdown hat man am PGM verschiedene digitale Neuerungen einführt, so dass der Online-Unterricht auch während der Schulschließung funktionieren konnte.
- Bildungsportal Schulcampus: Über das "Dashbord" erreichen die Schüler und Lehrer verschiedene Bereiche der Lernplattform. Diese dient unter anderem als Ablageort für Unterrichtsmaterialien und Informationen für Kurse, Klassen und AGs, beinhaltet einen Kalender für allgemeine und kurs- bzw. klassenspezifischen Ereignisse und bietet Kommunikationsmöglichkeiten. Zudem kann mittels Schulchat kommuniziert werden.
- WebUntis ist ein Stundenplan- und Vertretungsplan-Programm, das den Schülern, Eltern und Lehrern auch in der mobilen Version für Smartphones zur Verfügung steht.
- Jeder Schüler und Lehrer hat eine schulische E-Mail-Adresse, um die Kommunikation zu erleichtern.

Seit dem Schuljahr 2020/2021 gibt es in jedem Klassenraum/Kursraum WLAN. Die Lehrer nutzen dienstliche I-Pads.

### Das Schulprofil
Das Schulprofil fußt auf einer christlich-humanistischen Weltsicht auf Grundlage der Zisterzienser.

#### „Wegweiser Hilfe“: Schulseelsorge, Schulsozialarbeit und Prävention
Es gibt mehrere Hilfe- und Beratungsangebote, die zusätzlich zu Klassenleitern, Verbindungslehrern, Stufenleitern und Schullaufbahnberatern bei Fragen, Problemen oder Sorgen zur Verfügung stehen. Im Mittelpunkt hierbei steht die Schulseelsorge, die derzeit aus fünf Lehrern der Schule besteht: vier katholische, eine evangelische – drei Frauen, zwei Männer – ein Mönch, vier Weltliche.
Die Schulseelsorge bietet verschiedene Fahrten an, so die „Tage der Orientierung“, die für die Oberstufe angebotene freiwillige Fahrt nach Taizé oder Fahrten zu den Benediktinischen Schülertreffen. Seit 2018 findet auch ein „Stammkurstag“ für die neu zusammengesetzten Stammkurse der Jahrgangsstufe 10 statt – inhaltlich geht es hierbei um Teambuilding.
Hauptbetätigungsfeld sind aber Einzel-, Gruppen- und Klassengespräche, um Probleme aufzudecken, mit den Schülern Lösungsvorschläge zu erarbeiten und ggf. externe Hilfe zu vermitteln. Die Schulseelsorge kooperiert mit der Schulsozialarbeiterin.
Um die Schüler über mögliche Gefahren zu informieren, gibt es in der Schule ein engmaschige Präventionsprogramm aus Suchtprävention, Medienprävention, Verkehrsprävention und Sexualprävention; die Schüler kommen in ihrer Schulzeit mehrmals mit den jeweiligen Bereichen in Kontakt – entweder durch Projekttage oder durch Unterrichtsreihen von Lehrern des Gymnasiums oder externen Fachkräften durchgeführt werden.

##### Schulsanitätsdienst
Im Rahmen der Erste-Hilfe-Arbeitsgemeinschaft werden Schüler zu Schulsanitätern ausgebildet. Die Schüler stellen dann mit Hilfe der Ausbildungslehrer in allen Arten von Notfällen fachlich passende und schnelle Erste Hilfe vor Ort – entweder völlig selbstständig in „einfachen“ Fällen oder falls notwendig bis zum Eintreffen des Rettungsdienstes.

#### Sozialpraktikum
Die Schüler der Jahrgangsstufe 11 führen jeweils im Januar ein zweiwöchiges Praktikum in einer sozialen Einrichtung durch. Das als „Sozialpraktikum“ betitelte Praktikum soll den Schülern einen Einblick in Bereiche sozialer Arbeit geben, ihnen ermöglichen, sich auszuprobieren und neue Erfahrungen im Umgang mit alten, kranken oder eingeschränkten Menschen zu machen.

#### Berufspraktikum
Die Schüler der Jahrgangsstufe 9 führen ein 14-tägiges Berufspraktikum durch, das von den Lehrern des Jahrgangs betreut wird. 

#### Das „benediktinische Netzwerk“
Marienstatter Schüler, Lehrer und Eltern engagieren sich im „benediktinischen Netzwerk“. Dieses besteht aus Schulen, die in Trägerschaft des Benediktiner- oder des Zisterzienserordens sind.
Die Schüler nehmen regelmäßig an Treffen der „Deutschsprachigen benediktinischen Jugend“ (DeBeJu) teil: Schulen in benediktinischer Ausrichtung sind Gastgeber, um im gemeinsamen Erleben den Schülern die Benediktsregel näher zu bringen. Zur „DeBeJu“ gehören die Schüler von 55 benediktinischen und zisterziensischen Schulen in Ungarn, Italien (Südtirol), Österreich, der Schweiz, Belgien und Deutschland. Im Mai 2003 lud die Abtei Königsmünster in Meschede erstmals zu einem „DeBeJu“-Treffen ein. Abtei und Gymnasium Marienstatt waren vom 16. bis 20. Mai 2007 Ausrichter des zweiten „DeBeJu“-Treffens, das letzte Treffen fand im schweizerischen Disentis statt. Es nahmen 300 Schüler aus fünf Nationen teil. Neben den Treffen in Zentraleuropa gibt es auch weltweite treffen, die unter der Bezeichnung „International Benedictine Youth“ (IBY) stattfinden. Das erste Treffen dieser Art fand im Juli 2001 in der Abtei Münsterschwarzach statt, es folgten Treffen in Woodside Priory bei San Francisco (2004), in der Abtei Königsmünster in Meschede in Vorbereitung zum Weltjugendtag 2005 in Köln, in Sydney vor dem Weltjugendtag 2008.
Nach dem ersten Deutschsprachigen Benediktinischen Jugendtreffen (DEBEJU) im Mai 2003 in der Abtei Königsmünster in Meschede entstand die Idee, auch für interessierte Eltern ein schulübergreifendes offenes Forum zu schaffen, um sich über gemeinsame Grundüberzeugungen in der schulischen Zusammenarbeit und im täglichen Zusammenleben klar zu werden. So trafen sich am 11. Oktober 2003 Eltern aus verschiedenen benediktinischen und zisterziensischen Schulen in Marienstatt zum 1. benediktinischen Elternforum.
Alle zwei bis drei Jahre treffen sich auch Lehrer benediktinischer Schulen. Hierbei geht es um die Möglichkeit des Austauschs, bei Fachvorträgen neue Impulse zu erlangen oder die Planung gemeinsamer Aktionen. Das letzte Treffen dieser Art fand im Herbst 2014 in der Abtei Königsmünster in Meschede statt.

#### Christliche Werte und moderne Themen
Das Gymnasium der Zisterzienser sieht sich verpflichtet, aktuelle Themen der Gesellschaft aufzunehmen. So setzte man beispielsweise in Gottesdiensten ein klares Statement gegen Rechtspopulismus, was in der Aktion „Marienstatt bleibt bunt“ mündete. In einer „Klima-Andacht“ und beim Besuch der Ausstellung „Klimawandel zu Anfassen“ wird das Thema Klimaschutz in den Mittelpunkt gestellt.

#### Abi-Aktion
Seit 1997 startet der Abiturjahrgang seine „Abi-Aktion“: Die Schüler suchen nach einem sozialen Projekt, mit dem sie sich identifizieren können (z. B. weil es im Westerwaldkreis beheimatet ist oder weil ein Schüler einen besonderen Bezug dazu hat). Für ihre Abi-Aktion sammeln sie in ihrem letzten Jahr in Marienstatt Geld, so kommen nennenswerte Beträge zusammen. In den Anfangsjahren wurden auch Sachspenden gesammelt.

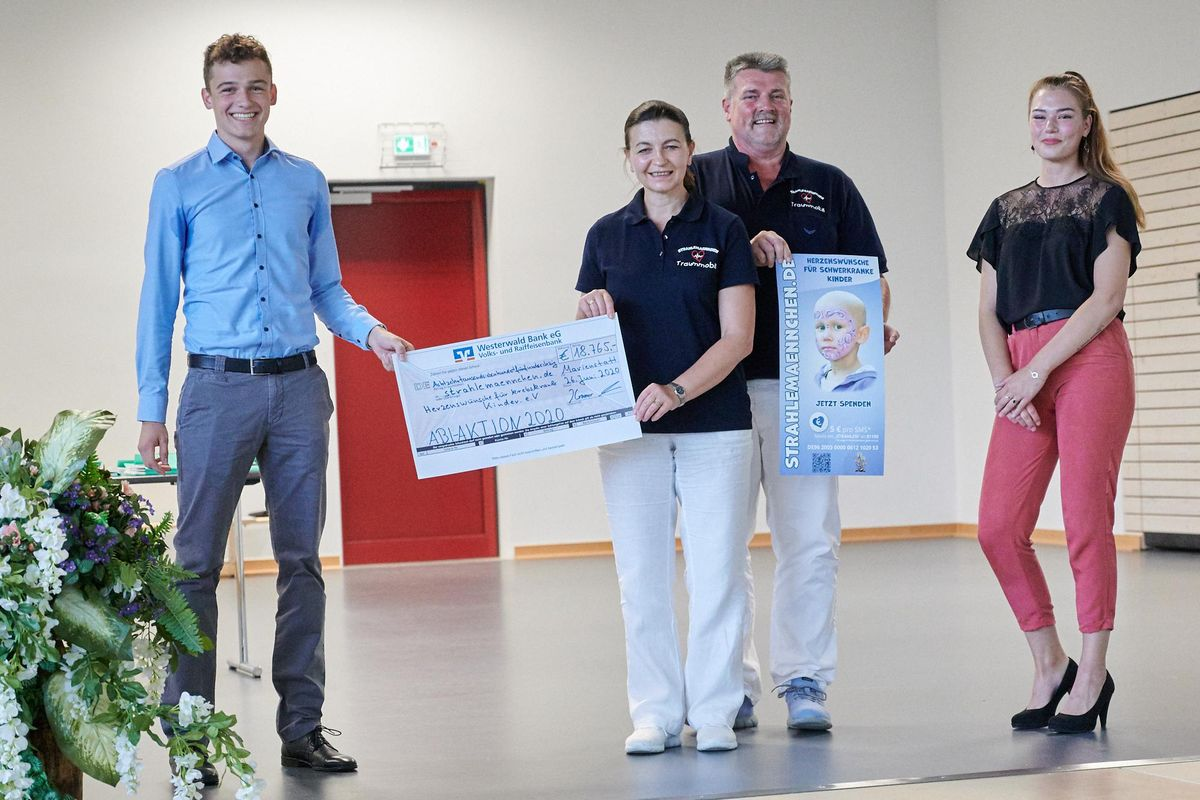
Abiaktion-Spendenübergabe an „Strahlenmännchen“ 2020

- 1997: Jugendarbeit des Missionars P. Pedro Gawlik (Agragschule in Olinda, Brasilien): 62.000 DM
- 1998: Kindergarten in Poli-Singisi (Kenia): 5.128,18 DM
- 1999: Kindergarten in Poli-Singisi (Kenia): 14.414,52 DM
- 2000: Rumänienhilfe Kirburg e.V.: Hilfe für Bosnien-Herzegowina: Lebensmittelpakete und Begleitung zweier LKW
- 2001: Palymra-Schule (Tamil Nadu, Indien): 10.000 DM
- 2002: Rumänienhilfe Kirburg e.V.: Hilfe für Bosnien-Herzegowina
- 2003: Blutspendeaktion in Kooperation mit dem Deutschen Roten Kreuz
- 2004: SOS-Kinderdorf „Lippe“ in Schieder-Schwalenberg: 10.551,41 Euro
- 2005: Misereor-Aktion „Ein Brunnen im Senegal“: 3.947,15 Euro
- 2006: Diakonisches Werk Westerburg: 3.895 Euro
- 2007: Kinderheim Bindura (Kenia): 2652,08 Euro
- 2008: Straßenkinderprojekt „Recife“ (Brasilien): 2.836 Euro
- 2009: Kinder- und Jugendhospiz Balthasar in Olpe: 10.217 Euro
- 2010: Kindertafel „Immer satt der Freddy-Fischer-Stiftung“ in Essen: 9.071,17 Euro
- 2011: Stiftung „National Contest for Life“: 11.611,46 Euro
- 2012: Kinder- und Jugendpsychiatrie „Vitos-Kliniken“ Herborn: 8581 Euro
- 2013: Kinder- und Jugendhospiz Balthasar in Olpe: 16.000 Euro
- 2014: Förderverein für krebskranke Kinder e.V. in Köln: 15.228,54 Euro
- 2015: „Unnauer Patenschaft“ und zugunsten einer Mitschülerin des Jahrgangs, die im Wachkoma liegt: 16.600 Euro
- 2016: Eltern-Initiative für Frühgebornene Kinder „Kleiner Fels“ und Nathalie Groth aus Hachenburg: 20.400 Euro
- 2017: Organisation „Kleine Herzen Westerwald“: 12.500 Euro
- 2018: Diakonie im Westerwald sowie zwei Familien von Mitschülern: 15.000 Euro + 11.500 Euro (gemeinsame Abi-Aktionen des letzten G9-Jahrgangs (Abitur im März 2018) und des ersten G8-Jahrgangs (Abitur im Juni 2018))
- 2019: Frauenhaus Westerwald (Hachenburg), „Frauen für Frauen e. V.“: 12.000 Euro[19]
- 2020: Strahlemaennchen.de – Herzenswünsche für krebskranke Kinder e.V., Finnentrop: 18.765 Euro[20]
- 2021: Mukoviszidose e.V. : 10.330,14 Euro[21]
- 2022: Kinderhaus Pumuckl: 16.000 Euro[22]
- 2023: Kinderschutzbund im Kreis Ahrweiler (Ahrtal): 20.119 Euro[23]
- 2024: Unterstützung eines Marienstatter Schülers, der an Spinaler Muskelatrophie erkrankt ist (2/3) und Kinderschutzbund Westerwald (1/3): 21.000 Euro
- 2025: Tierheim in Ransbach-Baumbach und Frauenhaus Westerwald je 5.000 Euro

#### Patenschaft in Kooperation mit der Kindernothilfe

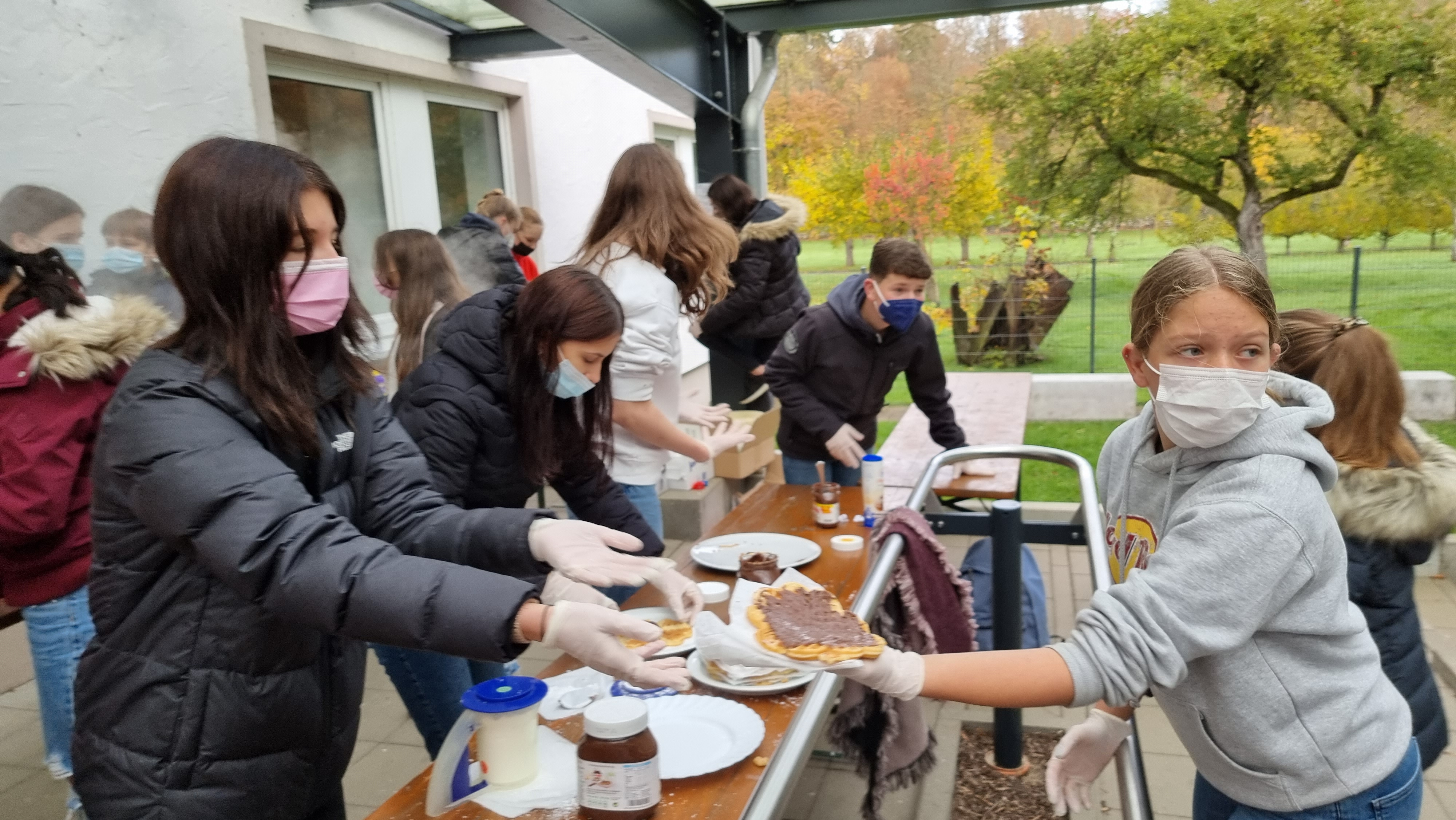
Waffelverkauf zu Gunsten der Kindernothilfe durch die Patenschaft

Seit dem Schuljahr 1979/1980 richten die Marienstatter Schüler den Blick auch auf gleichaltrige in der „Dritten Welt“. Zu Beginn zogen Schüler durch die Klassen, um drei Patenkinder zu unterstützen. Von Anfang an war die Kindernothilfe in Duisburg Kooperationspartner. Durch das gesammelte Geld wird den Kindern und Jugendlichen in den Armutsgebieten der Welt geholfen, regelmäßig eine Schule besuchen zu können. Mit den Jahren stieg nicht nur das Engagement, sondern auch die Zahl der Patenkinder: Mittlerweile hat jede Unter- und Mittelstufenklasse ein Patenkind, mit dem es brieflich im Kontakt steht. Auch Oberstufenschüler und das Lehrerkollegium unterstützen jeweils Patenkinder. Um das Sammeln besser zu koordinieren, gibt es in jeder Klasse ein „Patenschaftsteam“. Als Lehrer betreute Ulrike Becher-Sauerbrey lange Jahre die Patenschaft, mittlerweile hat Lehrer Steffen Wolf diesen Dienst übernommen. Zunehmend wurde die Kindernothilfe auf die Arbeit der Marienstatter aufmerksam, was dazu führte, dass die Schule in ein weiteres Projekt einbezogen wurde: Jedes Jahr im Spätherbst nehmen Unterstufenklassen an der Aktion „ACTION!KIDS“ teil. Zudem reisen Marienstatter Schüler zu verschiedenen Veranstaltungen der Kindernothilfe: Im November 2009 zum internationalen Aids-Kongress nach Bratislava und im Herbst 2010 zum Aids-Kongress nach Südafrika. Die Schüler sammelten im Herbst 2010 Unterschriften für eine Petition an das Europaparlament zur Bereitstellung weitere Mittel für die Aids-Prophylaxe. Eine weitere Unterschriftenaktion lief 2006 unter dem Motto „Kinder ohne Aids – Medikamente und Tests für alle!“. Um über die Klassensammlungen hinaus weiteres Geld sammeln zu können, startet das „Patenschaftsteam“ bei schulischen Veranstaltungen wie dem „Tag der offenen Tür“ oder dem „Schnuppernachmittag“ ihren „Eine-Welt-Verkauf“. In besonderen Notsituationen – wie z. B. dem schweren Erdbeben in Haiti 2010 – werden spontane Sammlungen durchgeführt.

#### Schülervertretung, Förderverein, Schulelternbeirat
Die Schülervertretung in Marienstatt zeigt sich jeher rege. Über das Schuljahr verteilt, bietet die SV verschiedene Veranstaltungen an, so z. B. den Schulkarneval oder für Oberstufenschüler eine Diskussionsveranstaltung mit politischen Vertretern der Verbandsgemeinde. Einmal im Schuljahr fahren die Klassensprecher und Stammkurssprecher zusammen mit der Schülervertretung zum SV-Seminar nach Kirchähr, um dort für die Schüler aktuelle Themen zu bearbeiten und Ideen für das Zusammenleben im Klostertal zu entwickeln. Die Schulleitung und die Verbindungslehrer nehmen an der mehrtägigen Veranstaltung teil.
Ein für das schulische Leben wichtiges Organ ist der „Verein der Freunde, Förderer und Ehemaligen des Privaten Gymnasiums der Zisterzienserabtei Marienstatt e.V.“ Dieser wurde 1960 gegründet und unterstützt die schulische Arbeit finanziell. Ein fünfstelliger Betrag wird jedes Schuljahr für Arbeitsgemeinschaften, Fahrten und sonstige schulische Aktivitäten zur Verfügung gestellt. Zudem speist der Förderverein den Schulsozialfonds, der finanzschwächeren Familien bei der Finanzierung von Fahrten unterstützt.
Neben den im Landesschulgesetz verankerten Aufgaben übernimmt die Schulelternvertretung weitere Aufgaben, die in Ausschüssen bearbeitet werden, so gibt es z. B. einen G8GTS-/G9-Ausschuss, einen Schulpartnerschaft-Ausschuss, einen Ausschuss für das Sozialpraktikum und einen Berufsbörse-Ausschuss.

## Geschichte

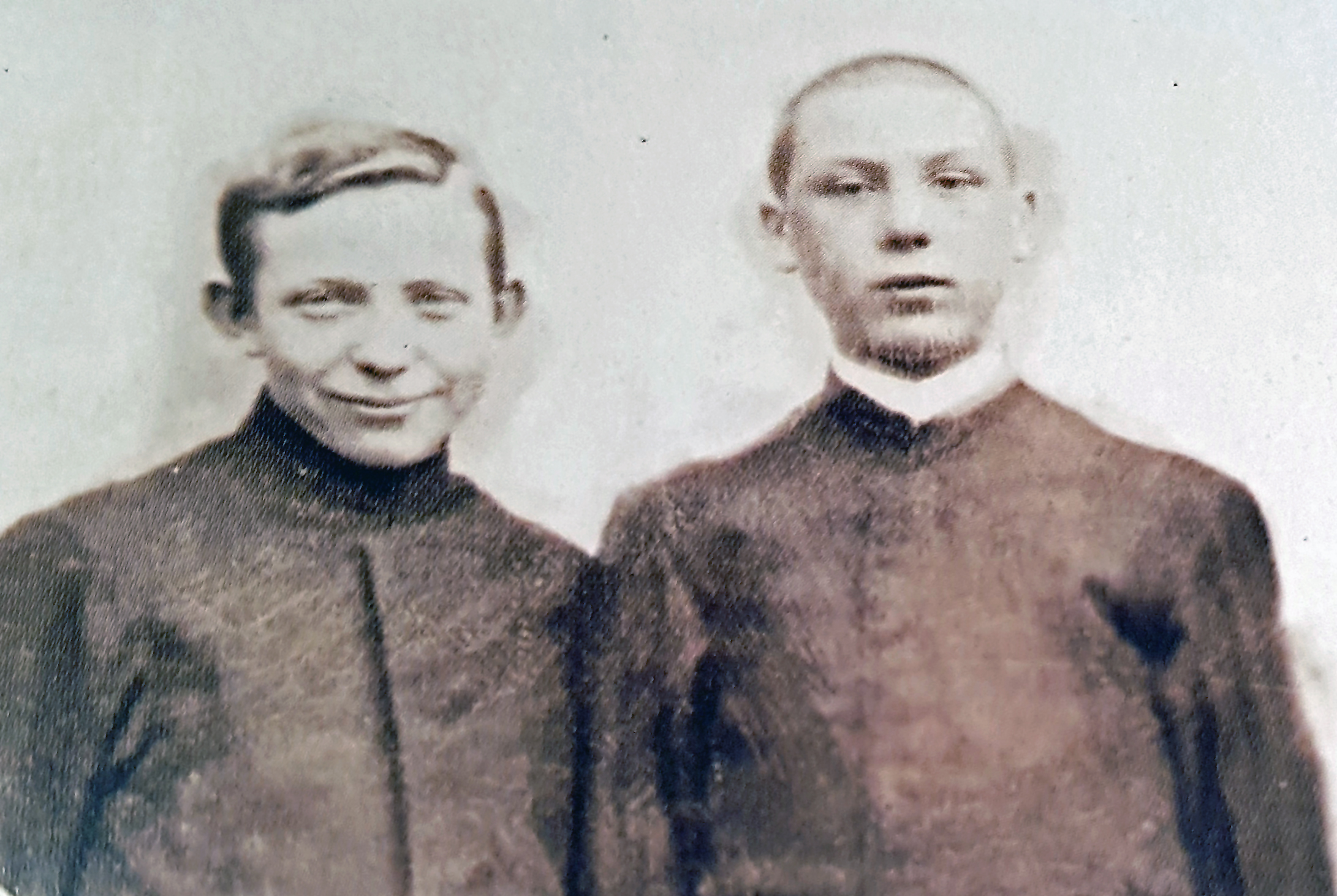
Die ersten Schüler in Marienstatt: Klemens Schuster (später: P. Gabriel) und Gregor Philipp

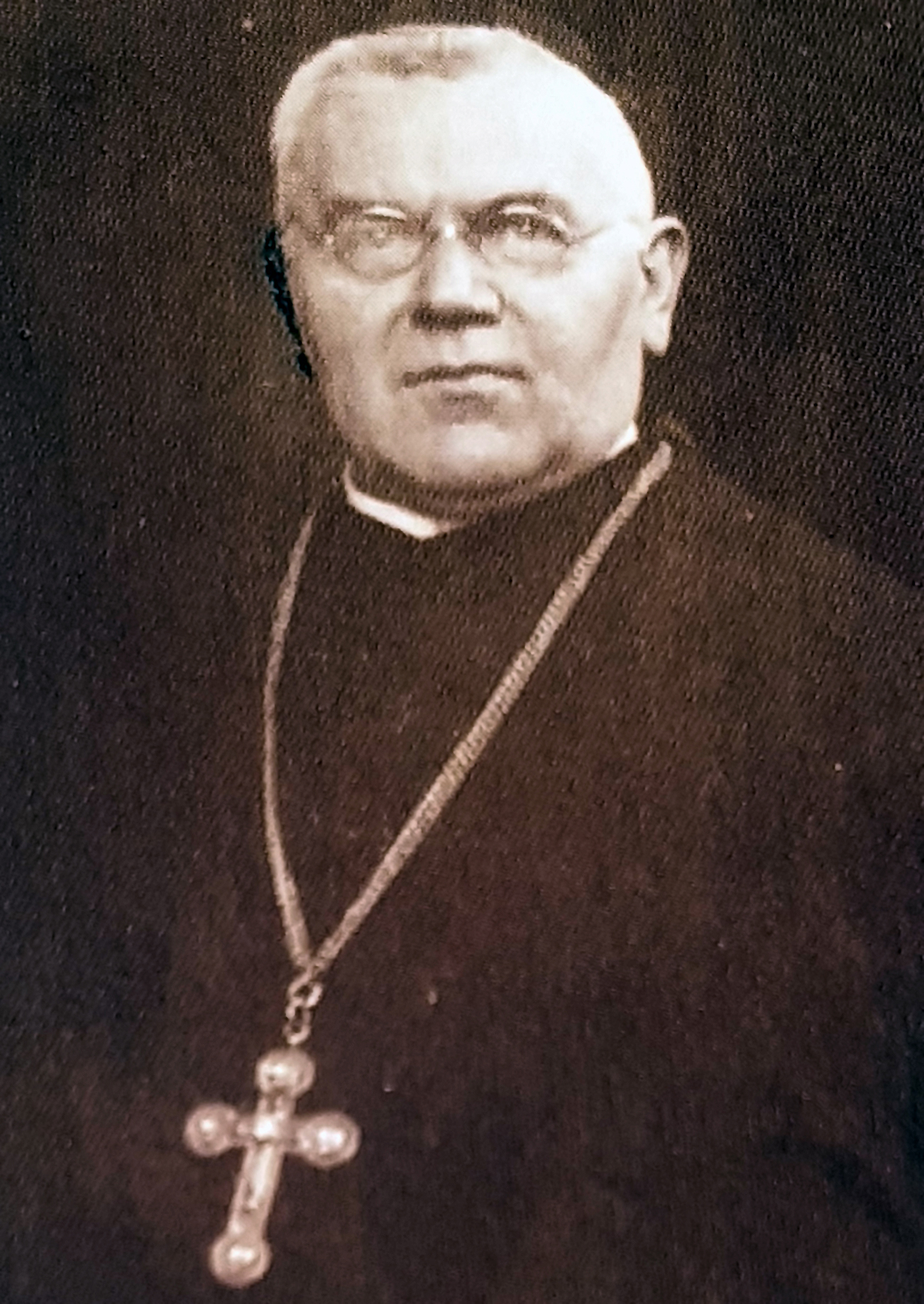
Unter Abt Konrad Kolb wurde die Schule gegründet

Das PGM wurde im Jahre 2010 einhundert Jahre alt, auch wenn seine Vorläufer sich noch sehr von der heutigen Schule unterschieden.
Am 12. September 1910, wurde eine Oblatenschule für den Ordens- und Priesternachwuchs gegründet. Anfangs war diese Schule klein, und es unterrichteten fast ausschließlich Ordensangehörige – im Schuljahr 1910/11 waren mit Klemens Schuster aus Niederfischbach und Gregor Philipp aus Gebhardshain erst zwei Schüler an der Schule. Im Schuljahr 1938/39 besuchten 54 Jungen die Schule, ehe sie im Nationalsozialismus von 1939 bis 1945 geschlossen wurde („ein öffentliches Bedürfnis für diese Schule“ sei „nicht vorhanden“). 1945/46 startete man mit 30 Schülern, bevor die Schule seit 1951 zu einem altsprachlichen Progymnasium umgestaltet wurde. Die ausschließlich männlichen Schüler bereiteten sich auf dieser Schule auf das Abitur vor, mussten aber die letzten beiden Jahre auf einem der umliegenden staatlichen Gymnasien verbringen.
Ein wichtiger Einschnitt war das Jahr 1960, als die Schule im 50. Jahre ihres Bestehens zu einem bis zum Abitur führenden Vollgymnasium wurde. 1963 hatte das neue Gymnasium sein erstes Abitur mit 14 Schülern. Im Kurzschuljahr 1966 gab es ein weiteres Novum: Die ersten fünf Mädchen wurden aufgenommen und standen 297 Jungen gegenüber (Erstmals waren 1976 auch Schülerinnen unter den Abiturienten, eine Schülerin machte dabei schon 1975 das sog. Frühabitur, d. h. ein um ein Jahr vorgezogenes Abitur).
Die einzelnen Zahlen der (bis zum Abitur 2009) 2669 Abiturienten, die auf der Website einsehbar sind, demonstrieren die schrittweise Vergrößerung der Schule: in den 1960er Jahren waren es im Schnitt 14 Schüler, in den 1970er Jahren mit 28 schon die doppelte Anzahl. Dabei wuchsen die Abiturientenzahlen rapide seit 1976, als die ersten Mädchen das Reifezeugnis erwarben, und betrugen für die Jahre 1976 bis 1979 im Schnitt schon 44 Schüler. In den 1980er Jahren waren es 64, in den 1990er Jahren 79 Schüler und in den 2000er Jahren 86 im Durchschnitt. Zweimal wurde die 100 schon durchbrochen: 1999 (111), 2009 (116). 2012 gab beim 50. Abiturjahrgang 97 Abgänger.
Einige Gebäude kamen im Laufe der Jahre hinzu: die Schulbibliothek mit Klassensälen darüber (1958), der Klassentrakt (1962), der naturwissenschaftliche Trakt (1978), die neue, in den Hang am Sportplatz gebaute Sporthalle (1990) und ein weiterer, in den 1990er Jahren erbauter Klassentrakt auf der Höhe der alten Turnhalle, der auch als C-Trakt bezeichnet wird, im Unterschied zum A-Trakt (naturwissenschaftlicher Trakt) und B-Trakt (Mittelbau mit Direktion, Lehrerzimmer, Klassen- und Fachräumen). Der letzte Neubau ist als D-Trakt in den Hang zwischen Schultal und Parkplatz an der K 21 gebaut und wurde am 10. Januar 2014 eingeweiht. Dort ist eine weitere Turnhalleneinheit, die Mensa und weitere Fachräume (z. B. für die Musik) entstanden – zudem wurde der Parkplatz nebst neun Bushaltestellen an der K 21 deutlich erweitert. Durch den Neubau erhält die Schule eine „Adresse“ an der Kreisstraße – bis dahin befand sich die Schule „hinter dem Kloster“. In der Folge fanden weitere Sanierungs- und Umbauarbeiten im Altbestand teil: Klassenräume wurden auf die doppelte Größe erweitert, um den Ganztagsklassen das Arbeiten zu erleichtern. Die 1990 gebaute Turnhalle wurde saniert. Ebenfalls grundlegend saniert und aktuell ausgestattet wurden und werden die naturwissenschaftlichen Räume im A-Gebäude. 

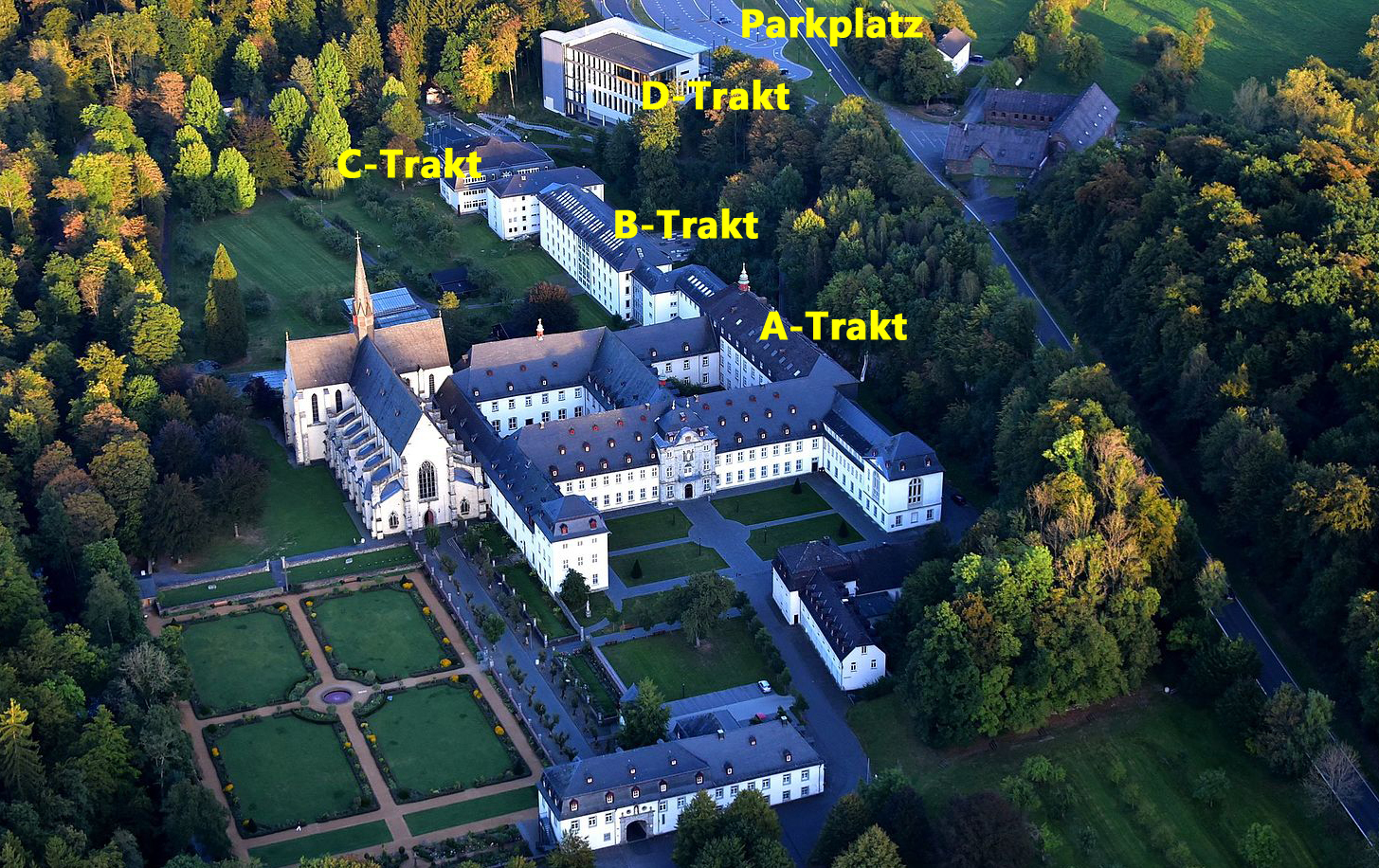
Luftbild Privates Gymnasium Marienstatt mit Angabe der Trakte
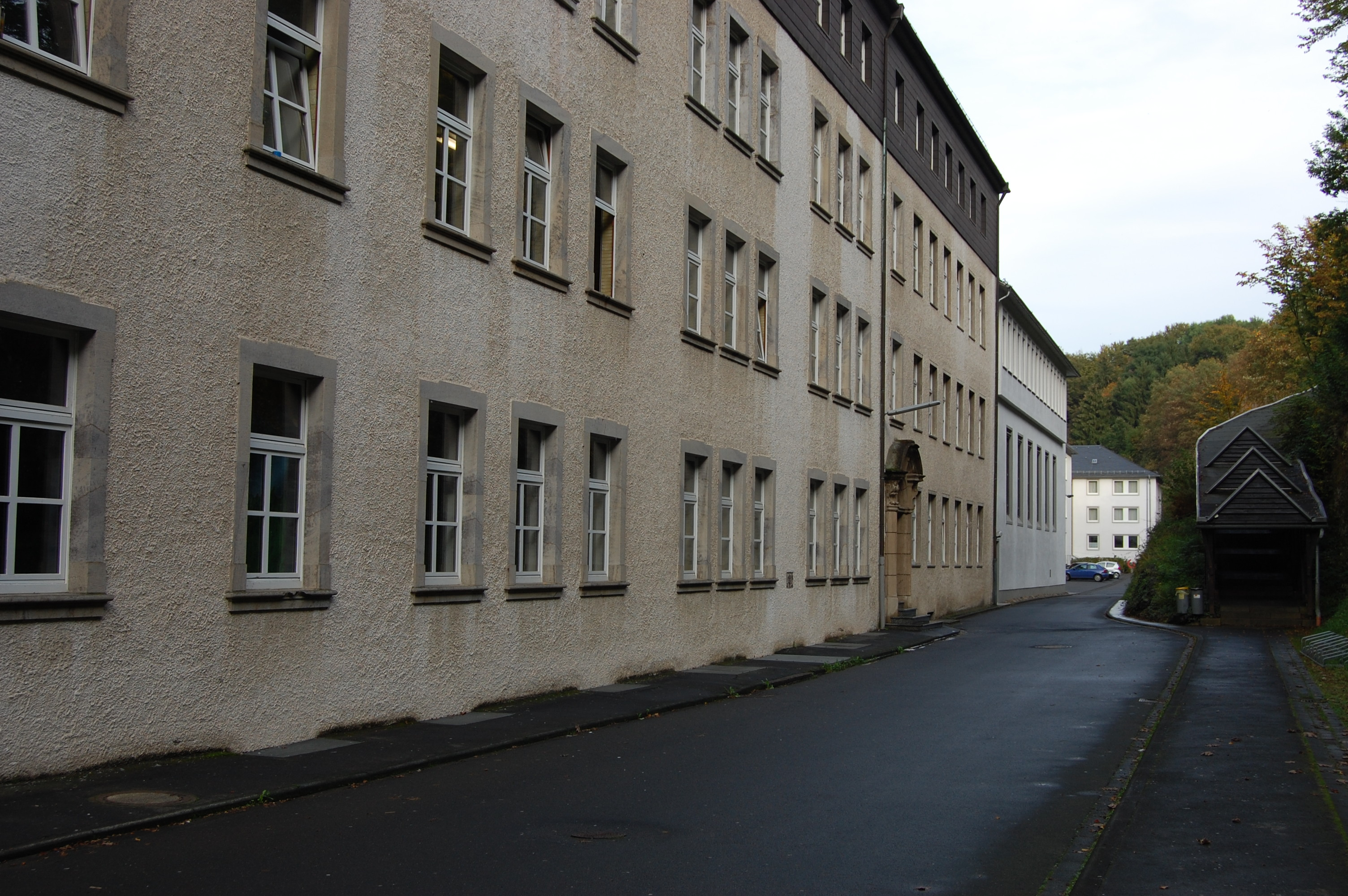
Der naturwissenschaftliche oder A-Trakt
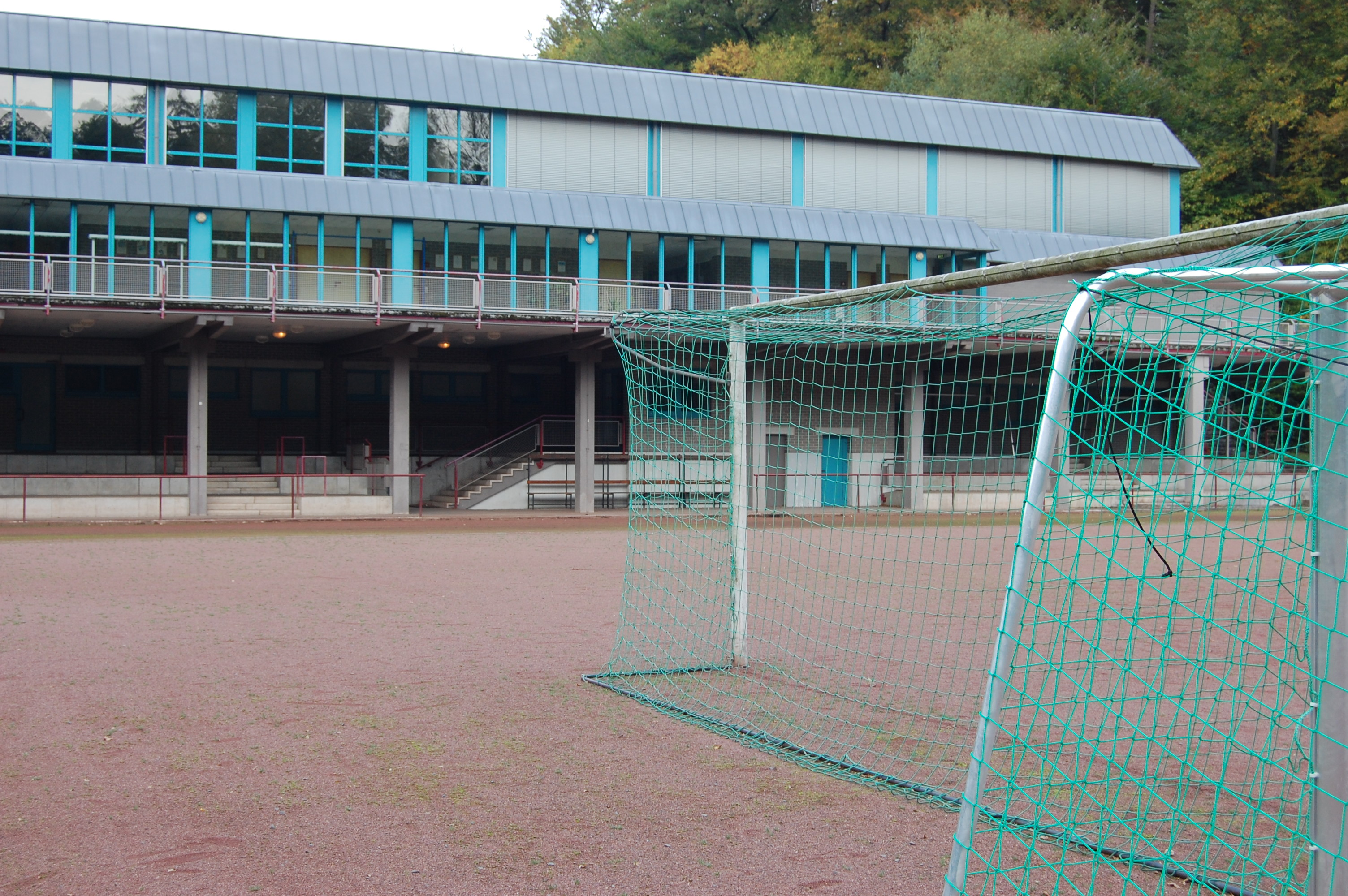
Die Sporthalle von 1990
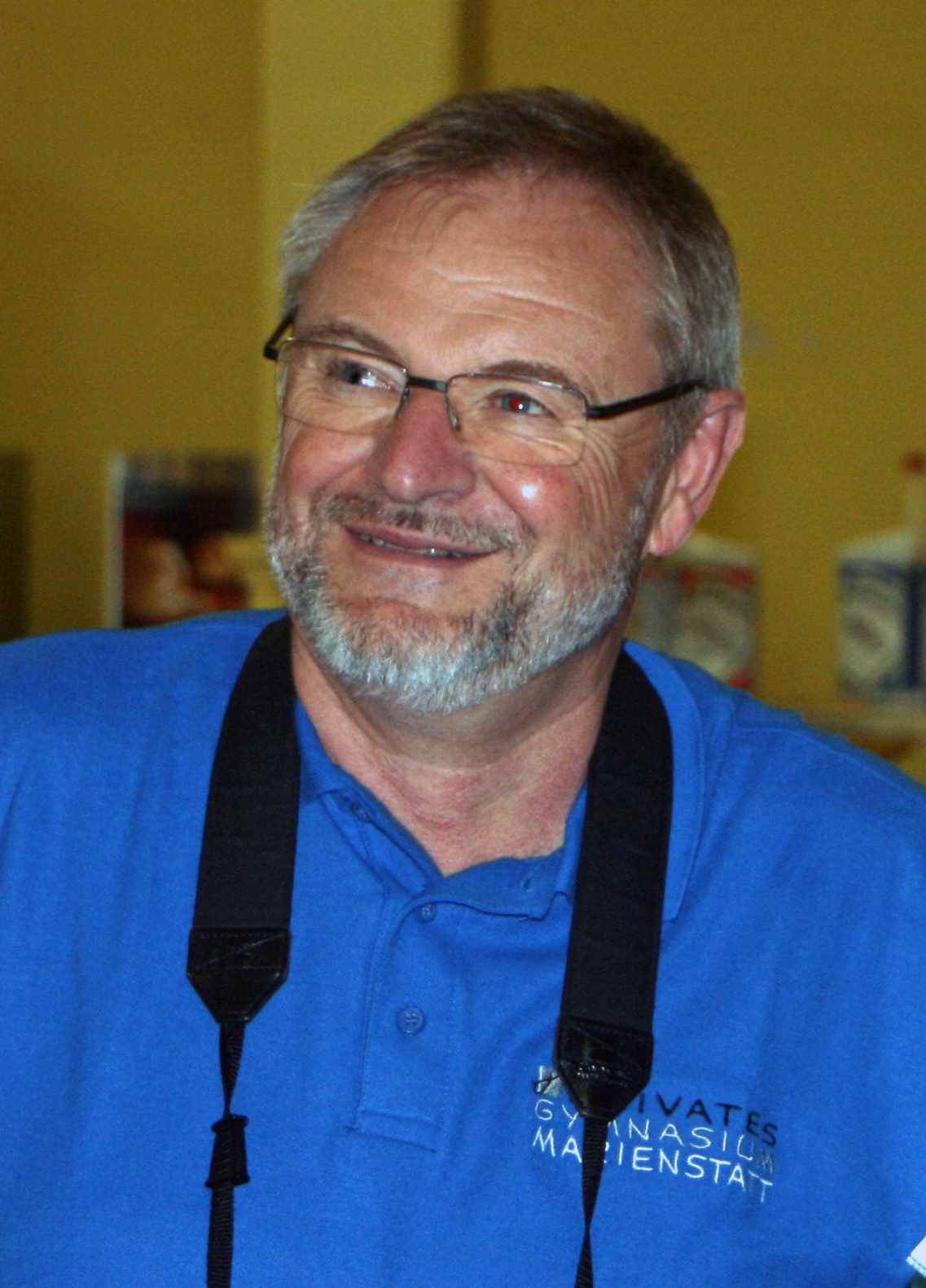
Erster weltlicher Schulleiter: Klemens Schlimm

### Schulleiter
- 1910–1913: P. Hugo Höver
- 1913–1918: P. Eberhard Hoffmann
- 1918–1926: P. Hugo Höver
- 1926–1939: P. Thomas Schwickert

1939–1945 war die Schule aufgelöst
- 1945–1956: P. Karl Wisser
- 1956–1980: P. Johannes Geibig
- 1980–1987: P. Eberhard Kahren
- 1987–1995: P. Gabriel Hammer
- 1995–2006: P. Andreas Range
- 2006–2013: Klemens Schlimm (erster weltlicher Schulleiter)
- 2013–2016: P. Jakob Schwinde
- seit 2016: Andreas Wiemann-Stuckenhoff[3]

### Internat
Schon 1934 eröffneten die Mönche ein Heim für die Oblatenschule: 55 Jungen zogen dort ein, dazu unterrichtete man acht Externe. Bis zur Auflösung der Schule – und damit des Heims – durch die Nazis schwankten die Zahlen zwischen 42 und 72 Jungen. Nach dem Krieg wurden 1952 wieder Schüler aufgenommen: 152 Jungen zogen ein, 44 kamen als Externe aus den Dörfern zum Unterricht hinzu.
Von 1958 bis 1962 wurde ein Schülerwohnheim errichtet, dessen Gruppenwohnraumtrakt im Laufe der späten 60er Jahre um einen Einzelzimmertrakt ergänzt wurde. Bis zur Schließung des Internats im Jahre 1982 lebten interne Schüler der Klassen Sexta (5) bis Oberprima (13) in Marienstatt. Die Internatsschülerzahlen schwankten erheblich: 170 Schüler waren im Kurzschuljahr 1966 im Internat, ab 1974 sanken die Zahlen in den zweistelligen Bereich. 1982 verließen die letzten sechs Schüler das Internat.
Das Internat wurde von Mönchen des Klosters geführt, erster Regens war Pater Stephan Reuter, sein Nachfolger bis zur Schließung des Internats Pater Theobald Rosenbauer.